# Festival of Voice
Festival of Voice (velšsky Gŵyl y Llais) je hudební festival, který se koná na různých místech v Cardiffu ve Walesu. Jeho vůbec první ročník proběhl od 3. do 12. června 2016 a vystoupili na něm například John Cale, Van Morrison, Rufus Wainwright a Hugh Masekela. Druhý ročník proběhl o dva roky později, ve dnech 7. až 17. června 2018, a vystupovali na něm například Elvis Costello, Patti Smith, Billy Bragg a Gruff Rhys. Třetí ročník měl proběhnout v roce 2020, ale kvůli pandemii covidu-19 byl odložen na následující rok. V té době bylo zároveň rozhodnuto, že se bude konat každoročně. Uskutečnil se od 4. do 7. listopadu 2021 a zahráli na něm mj. Tricky, Stella Chiweshe, Anna Meredith, Hot Chip a Max Richter (v doprovodu Sinfonia Cymru). Na čtvrtém ročníku, který se uskutečnil ve dnech 26. až 30. října 2022, vystupovali například Black Midi, Pussy Riot, Abdullah Ibrahim a John Cale se speciálním koncertem k oslavě svých osmdesátých narozenin, při němž jej doprovodili hosté (Cate Le Bon, Gruff Rhys, James Dean Bradfield), Sinfonia Cymru a House Gospel Choir. Zároveň na něm proběhlo vyhlašování cen Welsh Music Prize.